# (500158) 2012 ED5
(500158) 2012 ED5 es un asteroide perteneciente al cinturón de asteroides, descubierto el 18 de enero de 2012 por el equipo del Mount Lemmon Survey desde el Observatorio del Monte Lemmon, Arizona, Estados Unidos.

## Designación y nombre
Designado provisionalmente como 2012 ED5.

## Características orbitales
2012 ED5 está situado a una distancia media del Sol de 2,665 ua, pudiendo alejarse hasta 3,643 ua y acercarse hasta 1,688 ua. Su excentricidad es 0,366 y la inclinación orbital 6,755 grados. Emplea 1589,79 días en completar una órbita alrededor del Sol.
Los próximos acercamientos a la órbita de Júpiter se producirán el 23 de julio de 2036, el 17 de agosto de 2070 y el 12 de octubre de 2084, entre otros.

## Características físicas
La magnitud absoluta de 2012 ED5 es 17,5.